# Pavle Kapičić
Pavle Kapičić, črnogorski admiral, * 25. junij 1921, Gaeta, Kraljevina Italija † 8. avgust 2003.

## Življenjepis
Leta 1941 je vstopil v NOVJ in naslednje leto je postal član KPJ. Med vojno je bil poveljnik več enot.
Po vojni je končal sovjetsko Pehotno častniško šolo in Višjo vojaškopomorsko akademijo JLA; na njej je pozneje tudi predaval.